# Jan Uprka
Jan Uprka (17. května 1900 Hroznová Lhota – 1. ledna 1975) byl český malíř a výtvarník, syn malíře Joži Uprky.

## Život

### Mládí
Narodil se 29. září 1900 do rodiny slováckého akademického malíře Joži Uprky a Anežky, rozené Králíkové, jakožto jejich druhý nejstarší syn. Díky rodinnému prostředí a otcově vedení od mládí nejen maloval, ale také pracoval s keramikou.

### Koncept Velkého Slovenska
Na konci 30. let 20. století se začal přiklánět k fašismu, stal se jedním ze zakládajících členů politické strany Národní obce fašistické. Po vzniku tzv. druhé republiky se stal členem spolku Národopisná Morava. Po vzniku Slovenského štátu a Protektorátu Čechy a Morava v březnu 1939 se stal vůdčí osobností několika východomoravských iredentistů žádajících vytvoření tzv. Velkého Slovenska, tedy připojení Moravského Slovácka a později i dalšího území východní Moravy ke Slovenské republice. Návrh byl zprvu podporován Slovenskou republikou a zprvu zdánlivě také nacistickým Německem. Koncepci však v roce 1941 definitivně odmítli Adolf Hitler a jeho podřízení, kteří měli své vlastní plány na poněmčení Moravského Slovácka.
Otec Joža Uprka, který zemřel roku 1940, synovo politické angažmá dlouhodobě kritizoval.
Po druhé světové válce působil jako správce lidové školy umění v Hroznové Lhotě.

### Úmrtí
Zemřel 1. ledna 1975.

### Rodina
Jeho syn Josef se rovněž stal malířem a výtvarníkem. Měl dvě dcery Annu a Evu.